# Эммануил (Сфиаткос)
Епи́скоп Эммануил (греч. Επίσκοπος Εμμανουήλ, нем. Bischof Emmanuel в миру Иоа́ннис Сфиа́ткос, нем. Ioannis Sfiatkos, греч. Ιωάννης Σφιάτκος; род. 14 января 1977, Дуйсбург, Северный Рейн-Вестфалия) — архиерей Константинопольской православной церкви, епископ Христупольский (с 2020), викарий Германской митрополии.

## Биография
В 2001 году окончил отделение православного богословия Мюнхенского университета и по окончании работал преподавателем религии в Европейской школе (Europäischen Schule) и гимназии Кленце (Klenze-Gymnasium) в Мюнхене.
20 ноября 2004 года митрополитом Германским Августином (Лабардакисом) в церкви Всех Святых в Мюнхене был рукоположен в сан диакона, а 15 августа 2005 года возведён в достоинство архидиакона.
26 ноября 2005 года митрополитом Августином в Свято-Троицком кафедральном соборе в Бонне был рукоположен в сан пресвитера, назначен в клир Вознесенского прихода в Берлине и 25 декабря того же года возведён в достоинство архимандрита.
В 2008 году он был назначен настоятелем берлинского Вознесенского прихода и викарием в Берлине, Бранденбурге и Мекленбург-Передней Померании. В 2008 году Вселенский патриарх возвёл его в Архимандрита Вселенского патриархата.
С 2006 по 2009 год он был председателем Православной лиги молодежи Германии.
23 июня 2020 года решением Священного Синода Константинпольского патриархата был избран для рукоположения в сан епископа Христупольского, викария Германской митрополии.
11 июля 2020 года в церкви Вознесения Господня в Берлине состоялось его рукоположение в сан епископа Христупольского. Хиротонию совершили: митрополит Германский Августин (Лабардакис), епископ Аристийский Василий (Циопанас), епископ Лефкийский Евмений (Тамиолакис) и епископ Арианзский Варфоломей (Кессидис). Он стал первым греческим епископом, родившимся на территории Германии.